# Грязев Василь Петрович
Василь Петрович Грязев (4 березня 1928, Тула — 1 жовтня 2008) — радянський і російський конструктор автоматичного артилерійського та стрілецького озброєння, довгі роки заступник керівника - головний конструктор Тульського Конструкторського бюро приладобудування.
Герой Соціалістичної Праці. Доктор технічних наук, професор, дійсний член Російської інженерної академії і Російської академії ракетно-артилерійських наук.

## Біографія
Василь Петрович Грязев народився 4 березня 1928 року в Тулі в родині робітника.
У 1945 році вступив в Тульський механічний інститут на збройно—кулеметний факультет. Брав активну участь в факультетському гуртку науково-технічної творчості. У 1950 році направлений на переддипломну практику на посаду техніка в Подільський науково-дослідний інститут стрілецько—гарматного озброєння авіації (НДІ-61). Через рік, закінчивши інститут з відзнакою, приїжджає в Подольск вже на роботу. Обіймав посади техніка, старшого інженера, провідного інженера, заступника начальника відділу, головного конструктора. У стінах підприємства потоваришував з Аркадієм Георгійовичем Шипуновим. Протягом декількох років творчий союз молодих інженерів В. Грязева і А. Шипунова виходить на провідні позиції в інституті. Разом вони працюють над створенням нового покоління дрібнокаліберних авіаційних гармат. У 1962 році А. Г. Шипунов стає керівником Тульського Конструкторського бюро приладобудування, а В. П. Грязев залишається в Подільську і продовжує працювати над зразками авіаційного озброєння. У 1965 році на озброєння була прийнята перша авіаційна гармата конструкції Грязева—Шипунова — ГШ-23 з калібром 23 мм і темпом стрільби до 3200 пострілів в хвилину. Незабаром гарматою ГШ-23 і її модифікаціями була оснащена практично вся бойова авіація СРСР: літаки МіГ-21, МіГ-23, Як-28, Іл-76, Ту-22М, Ту-95МС, Ан-72П, Іл—102, L -39Z, вертольоти Ка-25Ф і Мі-24ВМ. У тому ж році на озброєння штурмовика Су-25 і вертольоти вогневої підтримки Мі—24П надійшла 30 мм двоствольної гармата ГШ-30-2.
У 1966 році на запрошення А. Г. Шипунова Василь Петрович повертається в Тулу і займає посаду головного конструктора Тульського КБП по стрілецько—гарматному озброєнню. На новому місці науково—технічний талант В. П.  Грязева розкрився в повній мірі. Володіючи найглибшими знаннями і тонким інженерним чуттям, він у всіх своїх виробах втілював три основних принципи: максимальна швидкострільність, легкість і висока військово—економічна ефективність. У творчій співдружності з А. Г. Шипуновим їм була розроблена серія дрібнокаліберного автоматичного артилерійського озброєння для трьох видів Збройних сил СРСР і Росії.

## Розробки

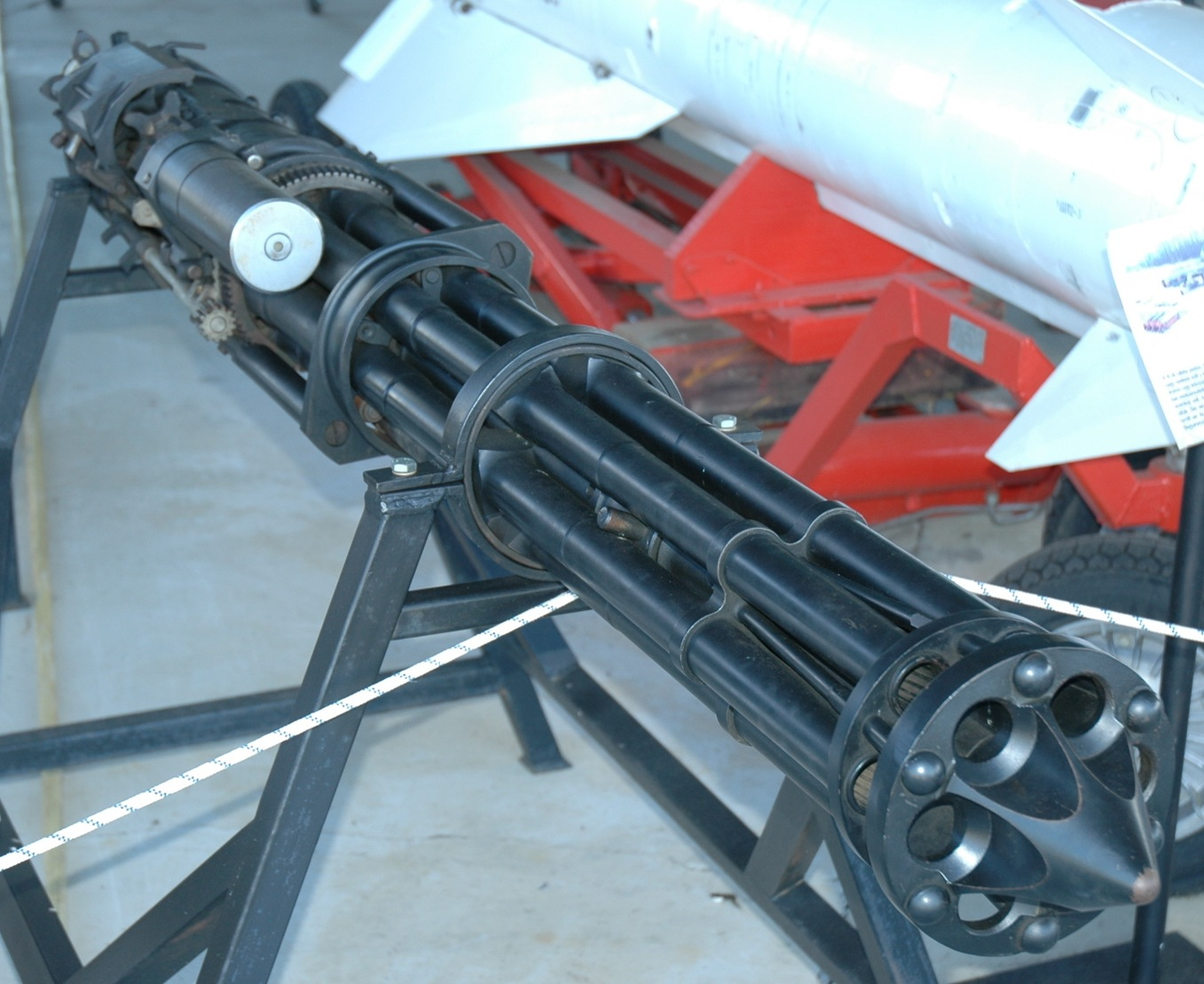
ГШ-6-30

Для Військово-повітряних сил:
- 7,62 мм чотириствольний кулемет ГШГ—7,62 для озброєння вертольотів;
- 23 мм двоствольна гармата ГШ-23 для озброєння літаків різних типів і вертольотів;
- 23 мм шестиствольна гармата ГШ-6-23 для літаків МіГ-31 і Су-24;
- 30 мм одноствольна гармата ГШ-30-1 для літаків МіГ-29 і Су-27;
- 30 мм двоствольна гармата ГШ-30-2 для літака Су-25;
- 30 мм двоствольна гармата ГШ-30К для вертольота Мі-24П;
- 30 мм шестиствольна гармата ГШ-6-30 для літака МіГ-27;

Для Військово-морського флоту:
- 30 мм шестиствольний зенітний автомат ГШ—6—30К для корабельного комплексу АК-630;
- 30 мм шестиствольний зенітний автомат ГШ630Л для корабельного комплексу АК-306;
- 30 мм шестиствольний зенітний автомат 6К30ГШ для корабельного зенітного ракетно-гарматного комплексу «Каштан».

Для Сухопутних військ:
- 30 мм одноствольні гармати 2А42 і 2А72 для озброєння бойових машин піхоти (БМП-2 і БМП-3) і десанту (БМД-2 і БМД-3), бронетранспортера БТР-80 і вертольоти Ка-50;
- 30 мм двоствольний зенітний автомат 2А38 для ззенітного ракетно-гарматного комплексу «Тунгуска»;
- стрілецько-гранатометний комплекс A-91 для сил спеціального призначення;

Жорсткі вимоги, що пред'являються творцями бойових літаків, до авіаційного озброєння завжди знаходили задоволення, завдяки новим і оригінальним технічним рішенням В. П. Грязева. Так, 30 мм гармата ГШ-30-1, створена для винищувачів МіГ-29 і Су-27, поєднуючи в собі високу скорострільність і малі габарити, виявилася ще й найлегшою в своєму класі.
У 1984 році за видатні заслуги в галузі створення нових типів озброєння і зміцнення обороноздатності країни, Указом Президії Верховної Ради СРСР Василю Петровичу Ггрязеву було присвоєно звання Героя Соціалістичної Праці.
Надалі під його керівництвом були розроблені засоби спеціального призначення для армії, МВС і інших силових відомств і антитерористичних підрозділів: пістолети-кулемети ПП-9-М, ПП-93 (АПБ), ПП-90М1, ПП-2000; малогабаритний автомат 9А-91; снайперські гвинтівки ВСК-94, В-94 і ОСВ-96; автоматичні гранатомети АГС-30 і ЛПО-97; протипіхотний ручний гранатомет 6Г30; пістолети П-96С, П-96М, ГШ-18; карабіни "Беркут". Всього на посаді головного конструктора В. П. Грязев розробив, здав на озброєння і поставив на серійне виробництво 38 зразків зброї і боєприпасів.
Вчений, автор численних праць в галузі проектування і дослідження автоматичного артилерійського та стрілецького озброєння, підвищенні ефективності озброєння, динаміки, міцності, живучості та надійності автоматичної зброї. Автор 248 винаходів і 76 наукових публікацій. Довгі роки поєднував науково-конструкторську роботу з роботою керівника кафедри «Розрахунок і проектування автоматичних машин» Тульського державного університету, будучи професором цієї кафедри і Почесним доктором Тульського державного університету.
Василь Петрович Грязев помер в Тулі 1 жовтня 2008 року у віці 80 років. Його поховали на міському цвинтарі поряд з дружиною.

## Награди і звання
- Герой Соціалістичної Праці (1984).
- Орден «За заслуги перед Вітчизною» 2 ступеня.[3]
- Орден «За заслуги перед Вітчизною» 3 ступеня.
- Два ордена Леніна (1971, 1984).
- Орден Жовтневої Революції (1976).[4]
- Лауреат Державних премій СРСР (1968, 1976).
- Лауреат премій ім. С. І. Мосіна (1966, 1975, 1981, 1986).
- Лауреат премії Уряду Російської Федерації в галузі освіти (2007).[5]
- Почесний громадянин Тули и Тульської області (2003).